# Silnice I/61
Die Silnice I/61 (tschechisch für: „Straße I. Klasse 61“) ist eine tschechische Staatsstraße (Straße I. Klasse). 

## Verlauf
Die Straße zweigt bei der Anschlussstelle (Exit) 8 von der Autobahn Dálnice 7 nach Westen ab, führt an Lidice und Buštěhrad vorbei nach der Stadt Kladno, wo sie sich scharf nach Süden wendet, und endet schließlich bei Malé Přítočno an der Anschlussstelle (Exit) 12 der Dálnice 6.
Die Gesamtlänge der Straße beträgt knapp 13 Kilometer.